# Hudson Oaks
Hudson Oaks es una ciudad ubicada en el condado de Parker en el estado estadounidense de Texas. En el Censo de 2010 tenía una población de 1.662 habitantes y una densidad poblacional de 215,84 personas por km².

## Geografía
Hudson Oaks se encuentra ubicada en las coordenadas 32°45′1″N 97°41′59″O / 32.75028, -97.69972. Según la Oficina del Censo de los Estados Unidos, Hudson Oaks tiene una superficie total de 7.7 km², de la cual 7.7 km² corresponden a tierra firme y (0%) 0 km² es agua.

## Demografía
Según el censo de 2010, había 1.662 personas residiendo en Hudson Oaks. La densidad de población era de 215,84 hab./km². De los 1.662 habitantes, Hudson Oaks estaba compuesto por el 92.96% blancos, el 1.02% eran afroamericanos, el 0.66% eran amerindios, el 0.78% eran asiáticos, el 0.18% eran isleños del Pacífico, el 2.11% eran de otras razas y el 2.29% pertenecían a dos o más razas. Del total de la población el 7.58% eran hispanos o latinos de cualquier raza.